# Estação Almendrales

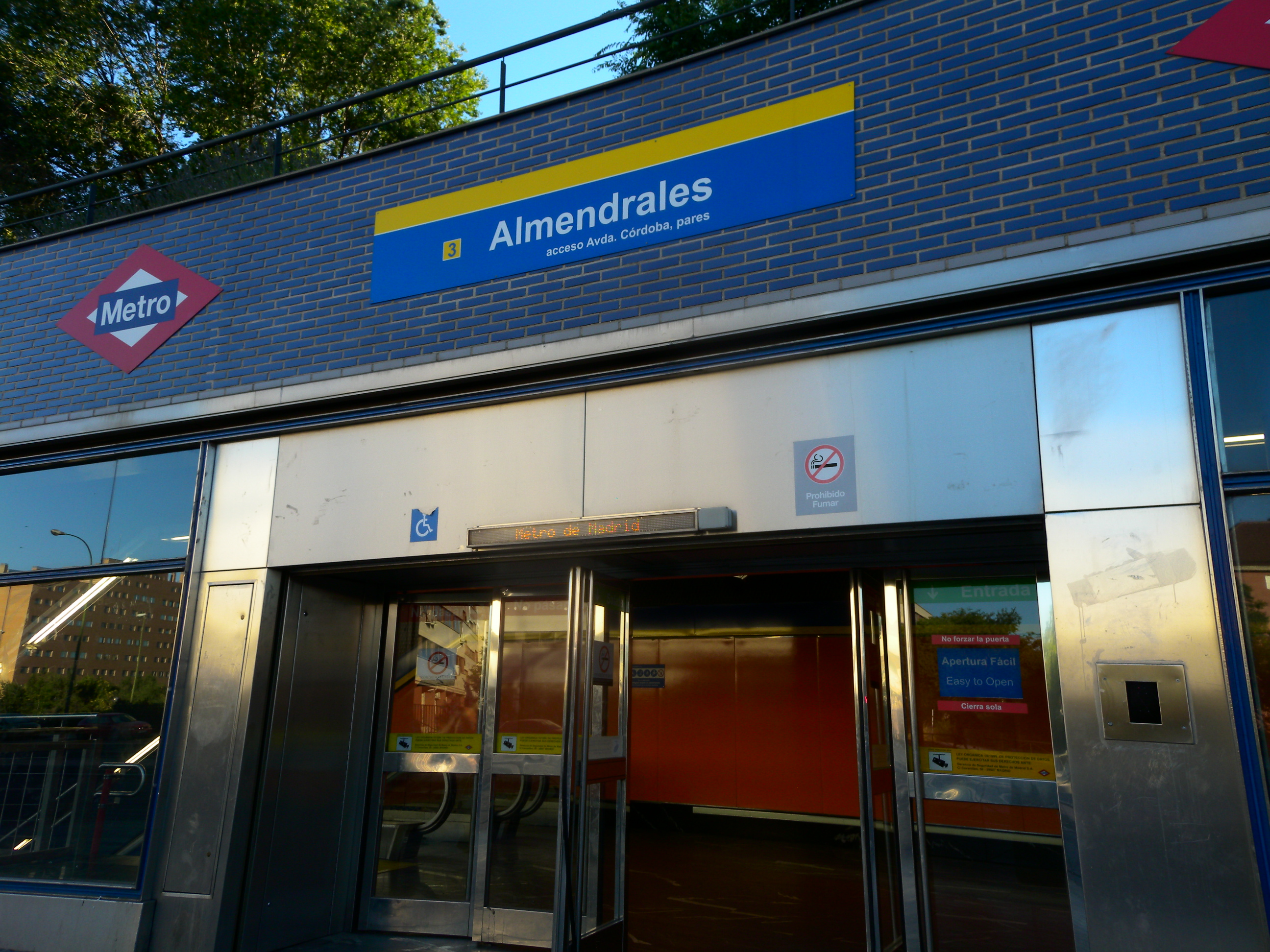
Estação Almendrales.

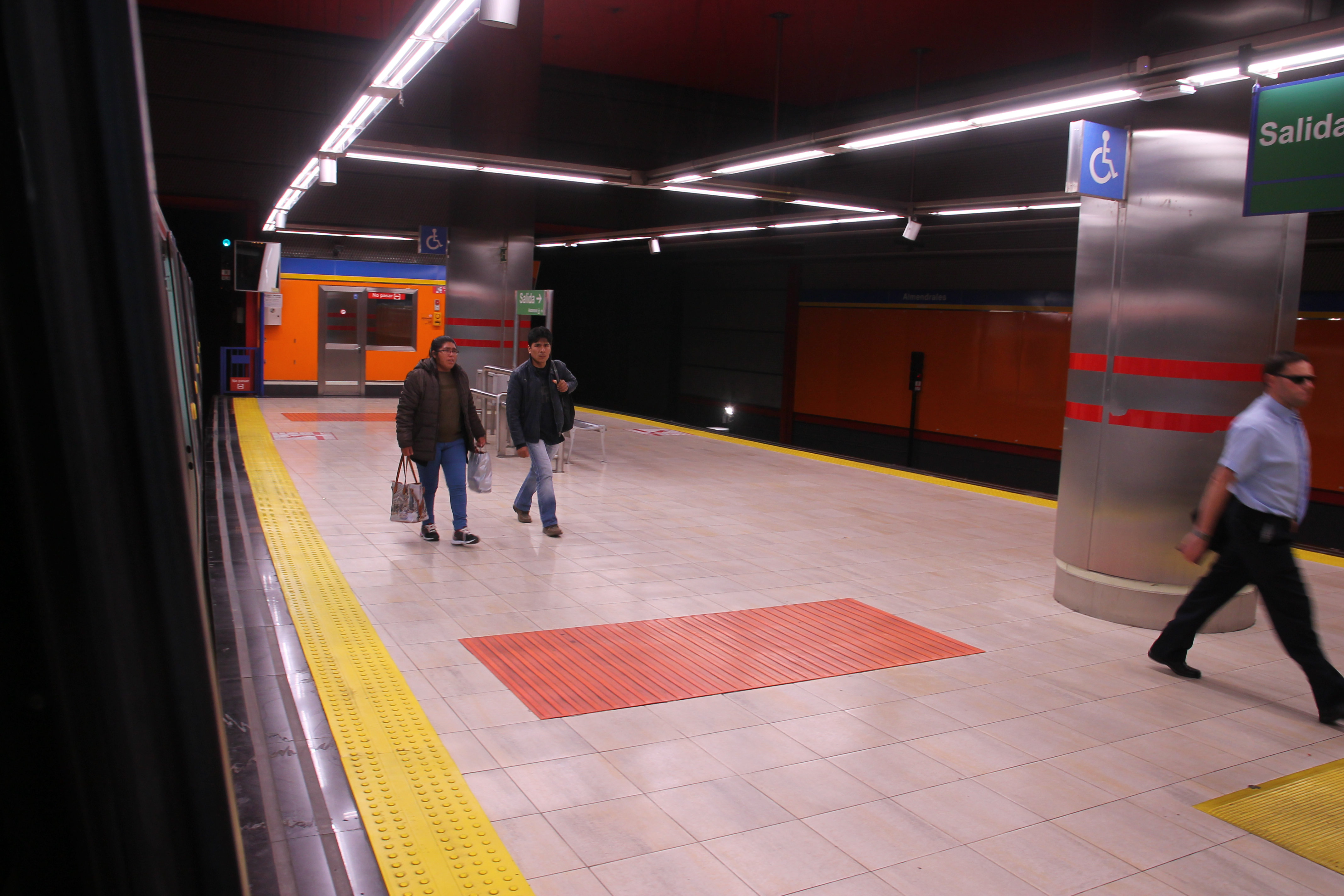
Plataforma de embarque.

Almendrales é uma estação da Linha 3 do Metro de Madrid.

## História
A estação entrou em operação em 21 de abril de 2007.